# Terezie Pokorná
Terezie Pokorná (* 1965 Praha) je česká publicistka, teatroložka a filmová kritička, překladatelka, editorka a šéfredaktorka Revolver Revue, vnučka Bedřicha Fučíka.

## Biografie
Po maturitě na gymnáziu pracovala jako uklízečka, pak vystudovala divadelní a filmovou vědu na Filozofické fakultě UK (diplomová práce Jan Grossman a Divadlo Na zábradlí v letech šedesátých, 1989).
V osmdesátých letech se zároveň podílela na samizdatových a jiných alternativních aktivitách, v roce 1989 působila především v Nezávislém tiskovém středisku a v Revolver Revue. Od roku 1993 je její šéfredaktorkou, řídí rovněž Edici Revolver Revue.
V roce 1995 spoluzaložila s Viktorem Karlíkem a Michaelem Špiritem Kritickou Přílohu Revolver Revue a stala se její šéfredaktorkou.
V 90. letech pracovala souběžně také v Kabinetu pro studium českého divadla a, za působení Jana Grossmana, v dramaturgii Divadla Na zábradlí. Jako editorka připravila výbor textů J. Grossmana Analýzy (1991; s Jiřím Holým) a Sergeje Machonina Šance divadla (2005; s Barbarou Topolovou), ke kterému napsala závěrečnou studii Ideologie a myšlení.
Patřila k iniciátorům a autorům koncepce Konference I. M. Jirous – jako historicky první symposium věnované dílu Ivana M. Jirouse, na podzim 2013 v Praze; je editorkou knihy Magorova konference (2014; s Editou Onuferovou).
Z angličtiny přeložila studii Romana Jakobsona Středověké fraškovité mystérium (Staročeský Mastičkář) (knižně in Roman Jakobson: Poetická funkce, 1995).
Kromě Revolver Revue, Kritické Přílohy RR a Bubínku Revolveru publikovala recenze, rozhovory, studie a další texty zejména v Divadelní revue, Literárních a Divadelních novinách a Respektu.
Od roku 2009 se účastnila vzniku a následných aktivit iniciativy Za Česko kulturní.
Je editorkou a spoluautorkou publikací Edice Revolver Revue:
- 1992 Pavel Brázda – Věra Nováková: 50. léta
- 2002 Anticharta (s Viktorem Karlíkem) [3]
- 2003 Sborník pro Zdeňka Vašíčka (k 70. narozeninám) (v počtu 12 číslovaných výtisků)
- 2007 Pavla Pečinková – Je třeba si vybrat (s Adamem Gebertem)
- 2008 František Štorm – Eseje o typografii
- 2010 Háro. Vzpomínky a dokumenty[4]
- 2011 Tomáš Glanc – Souostroví Rusko. Ikony postsovětské kultury
- 2012 Viktor Karlík – Podzemní práce / Underground Work (Zpětný deník / Retroactive Diary)[5]
- 2013 U nás ve sklepě (Antologie poesie druhé generace undergroundu)[6]
- 2014 Bohumil Doležal – Události (s Adamem Drdou) [7]
- 2015 J. H. Krchovský – Tak ještě jedno jaro tedy
- 2016 RR rozhovory – nominace na Literu za publicistiku

## Dílo
- 2015 Terezie Pokorná – Kritické chvíle ISBN 978-80-87037-75-1 Komponovaným výborem ze svých kritických textů z let 1990–2015, zaměřených zejména na současné české divadlo, ale i film, literaturu a společnost, autorka mapuje příznačné formace kulturní krajiny, nahlížené z perspektivy právě uplynulého čtvrtstoletí.
- 2020 STANKOVIČ, Andrej. Stankovič 1940-2020 : poezie - kritika - společnost. Příprava vydání Lucie Bartoňová, Edita Onuferová, Terezie Pokorná a Michael Špirit. Praha: Revolver Revue, 2020. 176 s. ISBN 978-80-7622-011-9.